# Шиповник (издательство)
«Шипо́вник» — дореволюционное частное прогрессивное издательство, существовавшее в начале XX века в Санкт-Петербурге, внесло значительный вклад в развитие литературы Серебряного века. Издательство открыли в 1906 году Зиновий Гржебин и Соломон Копельман. «Шиповник» прославился широтой репертуара, в нём выпускались произведения как молодых и малоизвестных, так и именитых авторов, а также переводная, детская, политическая литература, монографии и художественные альбомы. В издательстве вышли 26 сборников-альманахов.

## История

### Основатели
После событий 1905 года литературный мир Петербурга нуждался в новых независимых издательствах: появилось множество молодых талантливых авторов, изменились вкусы публики, значительно вырос круг аудитории, существовавшие же издательства либо не могли выпускать достаточно крупные тиражи, либо имели узкую политическую и смысловую направленность. Эту пустующую нишу на литературном рынке занял открытый в 1906 году «Шиповник». Его основали бывший художник-карикатурист Зиновий Гржебин и скрипач Соломон Копельман. Первый вариант логотипа для «Шиповника» нарисовал художник Сергей Чехонин, марка изображала один цветок на стебле с острыми шипами. Второй логотип, с изображением уже трёх стеблей под цветком, создал художник Евгений Лансере. Этот образ и «колючее» название были выбраны неслучайно: изначально «Шиповник» был задуман для публикаций острой сатиры и политических произведений. К 1906-му Гржебин уже имел опыт работы издателем и редактором в журналах «Жупел» и «Адская почта», за резкие статьи и карикатуры в которых даже получил тюремный срок и был отправлен в «Кресты».
В «Шиповнике» Гржебин занимался в первую очередь финансами и поиском новых авторов, также он отвечал за оформление изданий. Копельман решал управленческие и художественные вопросы, его сестра Елизавета Антик также была одним из совладельцев. Должность литературного секретаря заняла супруга Копельмана Вера Евгеньевна Беклемишева. Заведующим конторой стал Давид Вейс. Довольно скоро учредители решили отойти от узкой политической тематики, в издательстве были созданы четыре отдела по направлениям художественной, художественно-литературной, социалистической и детской литературы. Первое время редакция располагалась на Большой Конюшенной, 17, но в 1910 году переехала в дом Барышникова на улицу Николаевскую, 31. Также издательство имело филиал в Москве, который возглавлял Фёдор Степун.
За годы существования издательства три литератора стали ключевыми фигурами, повлиявшими на его образ и репертуар. Центральным автором сборников и одной из главных фигур «Шиповника» был Леонид Андреев, он выполнял роль литературного редактора при работе над многими изданиями, в том числе альманахами. Не менее важным для «Шиповника» стал Борис Зайцев: в половине альманахов были опубликованы его тексты, издания 1907—1908 вышли под его редакцией. Третий из них, Фёдор Сологуб, прославился как автор после публикаций в «Шиповнике». Позднее он также участвовал в работе над изданиями и числился в штате издательства.

### Авторы и издания
В период расцвета тиражи издательства достигали 33 тысяч экземпляров, в среднем — от 1 до 6 тыс. Книги ценой от 50 до 75 копеек, в зависимости от переплёта, продавались по всей России в специализированных магазинах и железнодорожных киосках. Самые популярные книги переиздавались до 10 раз. В «Шиповнике» были выпущены многотомные собрания сочинений Георгия Чулкова, Алексея Ремизова, цикл «Библиотека иностранных писателей» (Герберт Уэллс, Ги де Мопассан, Гюстав Флобер и др.), детская серия «Жар-птица» под редакцией Корнея Чуковского. В 1906-м вышел графический сборник Обри Бёрдслея. С 1907 по 1911 издательство выпустило цикл «Северных сборников» с произведениями скандинавских авторов: Кнута Гамсуна, Сельмы Лагерлёф, Августа Стриндберга. В цикл «Юмористическая библиотека» вошли книги Аркадия Аверченко, Саши Чёрного, Джерома К. Джерома. Одним из любимых проектов Гржебина стал цикл «Истории живописи всех времён и народов» Александра Бенуа.
Отдел политической литературы издательства выпустил труды итальянского марксиста Антонио Лабриолы, «К критике политической экономии» Карла Маркса, работы Анатолия Луначарского, Николая Морозова, Георгия Плеханова, Карла Каутского, Веры Фигнер.
В редакции издательства на улице Николаевской с 1906 года проходили литературные вечера «Шиповника». Примечательно, что гостями были авторы и художники «из совершенно разных лагерей», представители разных художественных школ и политических взглядов.

### Альманахи
Одним из главных проектов «Шиповника» стали одноимённые литературно-художественные альманахи, выходившие с 1907 по 1917 год. В них печатались авторы разных направлений — символисты, реалисты, модернисты, публиковались критические статьи и переводы. Характер сборников был эклектичным, современники часто упоминали его «декадантское» настроение, однако в нём концентрировались лучшие творения времени. Альманахи «Шиповника» пользовались таким невиданным спросом, что критики начали попрекать Гржебина и Копельмана «погоней за наживой». Хотя издатели преследовали и коммерческий интерес, произведения и литераторы для альманахов проходили строгий отбор. Например, в сотрудничестве было отказано Зинаиде Гиппиус, Михаилу Арцыбашеву, Дмитрию Мережковскому, Валерию Брюсову.
В сборниках разных лет печатались как уже прославленные авторы (Иван Бунин, Борис Зайцев, Михаил Пришвин, Александр Блок, Валерий Брюсов, Андрей Белый), так и начинающие — Юрий Верховский, Лариса Рейснер, О. Дымов и другие.
Во всех альманахах большое внимание также уделялось и оформлению. Иллюстрации к ним выполняли художники объединения «Мир искусства», ведущие мастера эпохи: Леон Бакст, Иван Билибин, Александр Бенуа, Мстислав Добужинский, Николай Рерих и другие.
В альманахах «Шиповника» были впервые напечатаны повести Алексея Ремизова «Крестовые сёстры» и «Пятая язва», «Две жизни» Алексея Толстого, «Мои записки» Леонида Андреева. По протекции Бориса Зайцева в 1907—1908 годах были опубликованы «Астма» Ивана Бунина, «На берегу моря» Петра Нилуса, «Пока» Виктора Муйжеля. Роман «Навьи чары» Фёдора Сологуба был выпущен в альманахах за 1908—1909 годы, в них также вошли перевод «Синей птицы» и «Марии Магдалины» Мориса Метерлинка, «Рассказы Жака Турнеброш» Анатоля Франса. В 1910-м был опубликован перевод «Простого сердца» Гюстава Флобера.
Последний, 26-й альманах вышел в 1917 году.

### Кризис и упразднение
Первые сложности начались в самом начале работы издательства в 1907 году: из-за политической направленности «Шиповника» Копельман и Гржебин постоянно находились под угрозой ареста, периодически выезжали за границу по подложным документам. В мае 1907-го весь тираж «Политического календаря» с иллюстрациями Мстислава Добужинского, Константина Сомова и Владимира Чемберса был конфискован ещё до прохождения цензуры. Гржебин был лишён права на проживание в столицах, в 1908-м его арестовали и приговорили к заключению сроком в 13 месяцев. После полугода в «Крестах» он был освобождён досрочно благодаря ходатайству друзей и залогу в 1000 рублей от Копельмана.
После конфликта с Копельманом в 1910 году от сотрудничества с «Шиповником» отказался Александр Блок. В 1912 году издательство «Сирин», принадлежавшее М. И. Терещенко, активно переманивало авторов. От «Шиповника», также рассорившись с Копельманом, ушли Сологуб и Ремизов. Предприятие было на грани разорения и не закрылось только усилиями Гржебина, который смог привлечь финансирование, в том числе заняв 2000 рублей у самого Терещенко. Параллельно нарастала напряжённость между Копельманом и Гржебиным, которые, по воспоминаниям современников, являлись абсолютными противоположностями по характеру и мировоззрению.
В 1914 году конфликт между соучредителями достиг апогея, тяжбу между Копельманом и Гржебиным разбирал третейский суд. По словам Веры Беклемишевой, Гржебин «занимался махинациями с неуплатой денег сотрудникам по векселям». Сам же Гржебин с самого начала сетовал на «скрытую жизнь» издательства, которую вёл Копельман. Последний легко отвергал все решения Гржебина, так как из трёх голосов два принадлежали Копельману и его сестре. Гржебин покинул «Шиповник» в 1914-м, в том же году Юлия Соломоновича призвали на военную службу. Во время Первой мировой издательство фактически возглавляла Вера Беклемишева. С того момента издательство не выпускало новых изданий и занималось только перепечаткой прошлых тиражей.
В 1919 году «Шиповник» переехал в Москву. Три года спустя вышел новый сборник «Литература и искусство» под редакцией Фёдора Степуна с произведениями Бориса Пастернака, Анны Ахматовой, Леонида Леонова, Абрама Эфроса, Николая Бердяева. Цензура признала издание «реакционным», по приказу властей в 1923-м издательство было закрыто. Весь архив внутриредакционной переписки, хранившийся в Санкт-Петербурге, был уничтожен. Из-за постоянного давления советских властей Гржебину пришлось эмигрировать в Берлин, затем в Париж, где он предпринял попытку возродить издательство, которая не увенчалась успехом.